# 宇和島市立吉田病院
宇和島市立吉田病院（うわじましりつよしだびょういん）は、愛媛県宇和島市吉田町にある公立病院。

## 沿革
- 1921年 - 吉田町外5ヶ村衛生組合吉田病院創立
- 1953年 - 准看護婦養成所を創設。
- 1954年	- 公立吉田病院と改称。結核病棟落成。
- 1955年 - 町村合併により、町立吉田病院と改称。同年8月吉田町国民健康保険直営病院と改称。
- 1981年 - 増改築完成　一般病床126床　結核病床20床。町立吉田総合病院と改称。
- 1986年 - リハビリ棟完成。
- 1987年 - 結核病床20床廃止。一般病床144床となる。
- 1988年 - 全国自治体優良病院表彰を受賞。
- 1991年 - 老人保健施設オレンジ荘を開設（併設）。
- 1999年 - 第1期工事完成。48床を療養型病床群に転換。
- 2000年 - 第2期工事完成。
- 2005年8月 - 1市3町の合併により、宇和島市立吉田病院と改称。
- 2020年3月 - 一般病床52床（うち地域包括ケア病床20床）、療養病床48床となる。

## 診療科目
- 内科
- 循環器科
- 外科
- 眼科
- 耳鼻咽喉科
- 放射線科
- 麻酔科
- リハビリテーション科
- 小児科（休診）
- 泌尿器科（休診）